# لیکسوری
لیکسوری (به لاتین: Lixouri) یک شهرک در یونان است که در Kefalonia Municipality واقع شده‌است.